# Anders Petersen (Fotograf)

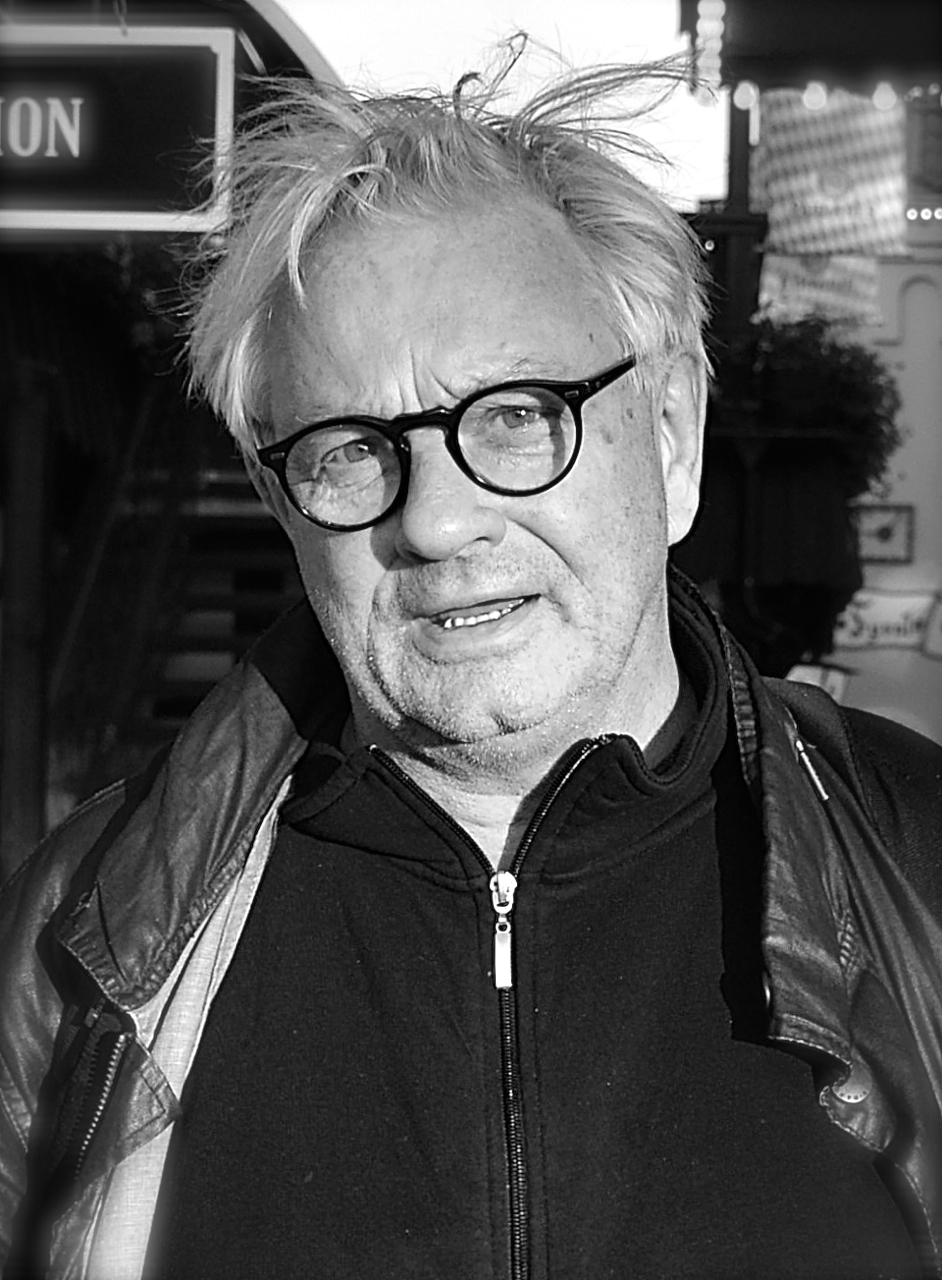
Anders Petersen, 2014

Knut Anders Fredrik Petersen (* 3. Mai 1944 in Solna) ist ein schwedischer Fotograf.

## Leben
Anders Petersen studierte 1966/1967 bei Christer Strömholm in Stockholm Fotografie. Mit 18 Jahren besuchte er erstmals Hamburg und geriet dort zufällig ins Café Lehmitz, eine Bierkneipe an der Reeperbahn. Bei einem neuerlichen Besuch im Jahr 1968 begann er, die Gäste zu fotografieren. Seine im Laufe dreier Jahre entstandenen Aufnahmen wurden 1978 in Buchform veröffentlicht. Berühmt wurde insbesondere sein Foto Lily and Rose, das als LP-Cover für Tom Waits 1985 erschienenes Album Rain Dogs diente.
Café Lehmitz gilt mittlerweile als Klassiker der Milieufotografie: „Während Männer trunken an den Leibchen derangierter Weiber herumfummeln, ist für diesen Augenblick zwischen Wettsauferei, kostenlosen Entblößungen und sinnlosen Hahnenkämpfen in der tiefen schwarzen Körnung der Kleinbildfotografie alles in Ordnung. Ohne Zweifel ist es Petersen gelungen, sich in die besten Stunden der Verzweifelten einzuklinken.“
Zusammen mit Kenneth Gustavsson begründete Petersen 1970 die Stockholmer Fotografengruppe SAFTRA, gleichzeitig unterrichtete er in der Fotografenschule Christer Strömholms.
Petersen hat seitdem über 20 Bücher veröffentlicht; sie wurden verglichen mit „Tagebüchern seiner Erlebnisse mit Menschen und Orten, denen man allenfalls am Stadtrand oder im Schutze der Dunkelheit begegnet.“ Petersen hat u. a. in Gefängnissen, Altenheimen und psychiatrischen Kliniken fotografiert.
Von November 2013 bis Februar 2014 war in der Pariser Bibliothèque nationale de France eine umfangreiche Ausstellung zu sehen, die sich retrospektiv in 330 Fotografien dem Werk Petersens widmete. Der offizielle Ausstellungskatalog mit Vorwort von Urs Stahel und Hasse Persson erschien in französischer Sprache über das BnF. In Englisch wurde der Bildband bei Thames & Hudson, in Deutsch bei Schirmer/Mosel veröffentlicht.
Vom 27. März bis 28. Juni 2015 war die Retrospektive-Ausstellung im Münchner Stadtmuseum zu sehen.

## Auszeichnungen
- Dr.-Erich-Salomon-Preis (2008)[6]

## Werke
- Gröna Lund. Fyra Förläggare, Helsingborg 1973.
- mit Mona Larsson & Stefan F Lindberg: En dag på cirkus Cavefors Förlag, Stockholm 1976.
- Café Lehmitz. Schirmer/Mosel, München 1978.
- Fängelse. Norstedts Förlag, Stockholm 1984.
- Rågång till Kärleken. Norstedts Förlag, 1991.
- mit Ralph Nykvist: Karnevalen i Venedig ETC Förlag & Kalejdoskop, 1991.
- Ingen har sett allt. Legus, Rolf & Co., Stockholm 1995.
- mit Christer Strömholm und Kenneth Gustavsson: Indications. Journal, Stockholm 1996.
- Photographs 1966–1996. Journal, Stockholm 1997.
- Ich Dich lieben, Du mich auch? Schaden und Schaden, Köln 2002.
- Du mich auch. Journal, Stockholm 2002.
- Close Distance. Journal, Stockholm 2002.
- Photo Poche – Anders Petersen. Actes Sud, Arles 2004.
- Roma, A Diary. Zone Attive, 2005.
- frenchkiss. Kehrer Verlag, Heidelberg 2008.
- Sete #08. Images En Manoeuvres, 2008.
- mit JH Engström: From Back Home Max Ström, 2009.
- Dear Diary (lim. Ed. 350). Gun Gallery, Stockholm 2009.
- City Diary 3 Bände. Steidl, Göttingen 2011.
- Soho. Mack Books, London 2012.
- To belong. Studio Blanco, 2013.
- mit Jacob Aue Sobol: Veins Dewi Lewis Publishing, 2013.
- Photofile – Anders Petersen. Thames & Hudson, 2013.
- Monographie. Schirmer/Mosel, München 2013.
- Rome 1984–2005 – 2012. Verlag Walther König, Köln 2014, ISBN 978-3-86335-461-9.
- Valparaiso. André Frère Editions, Roquevaire 2015, ISBN 979-10-92265-33-0.
- Color Lehmitz. Cabeza de Chorlito, Madrid 2017, ISBN 978-84-939682-7-4.
- Okinawa. T&M Projects, 2018, ISBN 978-4-909442-07-9.
- Stockholm. Max Ström, Göteborg 2019, ISBN 978-91-7126-486-2.

## Ausstellungen (Auswahl)
- 2009: Anders Petersen: Café Lehmitz, Nordische Botschaften Felleshus, Berlin.[7]
- 2011: Anders Petersen – city diary, Kunstsammlung Jena.
- 2015: Anders Petersen – Retrospektive, Münchner Stadtmuseum.[8]
- 2016/17: Anders Petersen. Retrospektive, Marta Herford, Lippold-Galerie, 1. Stock, in Kooperation mit der Bibliothèque nationale de France, dem Fotografiska Museet in Stockholm und der Galerie Vu‘  Paris
- 2018: Anders Petersen – Café Lehmitz, Freelens Galerie, Hamburg

## Dokumentarfilme
- À propos d' Anders Petersen (A film about with Anders Petersen). Regie: JH Engström, 2006[9]
- Utan längtan ingen bild (Without desire, no image). Regie: Stefan Bladh, 2019
- Mästaren: Anders Petersen (Staffel 2, Folge 7). 2020[10]